# スーノ
スーノ（伊: Suno）は、イタリア共和国ピエモンテ州ノヴァーラ県にある、人口約2,700人の基礎自治体（コムーネ）。

## 地理

### 位置・広がり
| 隣接するコムーネは以下の通り。 - アグラーテ・コントゥルビア - ボゴーニョ - カヴァリエット - クレッサ - フォンタネート・ダゴーニャ - メッツォメリーコ - ヴァプリオ・ダゴーニャ |

## 行政

### 分離集落
スーノには、以下の分離集落（フラツィオーネ）がある。
- Baraggia, Mottoscarone, Piana, Pieve